# Adarrus pollinicola
Adarrus pollinicola är en insektsart som beskrevs av Adolf Remane och Asche 1980. Adarrus pollinicola ingår i släktet Adarrus och familjen dvärgstritar. Inga underarter finns listade i Catalogue of Life.